# Rhene flavigera
Rhene flavigera är en spindelart som först beskrevs av Koch C.L. 1848 [1846.  Rhene flavigera ingår i släktet Rhene och familjen hoppspindlar. Inga underarter finns listade i Catalogue of Life.